# Кардо (город)
Ка́рдо, Га́рдо (сомал. Qardho) — город в Сомали, расположен в провинции Бари. Административный центр одноимённого округа.

## Географическое положение
Город расположен на высоте 724 метров над уровнем моря.

## Демография
В 2012 году в городе проживало 27 476 человек.

## Транспорт
В Кардо есть небольшой аэропорт.